# أرض الأحلام (فلم 1956)
أرض الأحلام فيلم مصري من إنتاج عام 1956، بطولة مديحة يسري وعماد حمدي وفريد شوقي، إخراج كمال الشيخ.

## قصة الفيلم
تشتعل نيران الحب في قلب المهندس أحمد (عماد حمدي) الذي يعمل في أرض عبد الستار بك، حيث يعجب بابنته أمينة (مديحة يسري) يرفض والدها زواجهما ويزوجها لابن عمها عمر (فريد شوقي). فيضطر أحمد للسفر والبعد لكن وفاة والده يضطره للعودة مرة أخرى إلى بلدته. تقع صراعات بين أحمد وعمر على امتلاك قطة أرض فيلجأ عمر إلى الزج بأحمد في توريطه بقضية قتل إلا أن زوجته أمينة تحاول إنقاذ أحمد، يحاول عمر قتلها بإلقائها من فوق صخرة إلا أن قدمه تزل فيهوي صريعًا. تنقذ أمينة حبيبها من تهمة قتل مساعده بالإدلاء بشهادتها ويتزوج الحبيبان

## بطولة
- مديحة يسري
- عماد حمدي
- فريد شوقي
- سراج منير
- عبد الوارث عسر
- وداد حمدي
- توفيق الدقن
- فاخر فاخر
- زكي إبراهيم
- عبد الغني النجدي
- حسين فياض
- دنجل
- محمد زايد
- فادية إبراهيم (الراقصة)

## فريق العمل
- إخراج: كمال الشيخ
- قصة: محمود صبحي
- سيناريو: محمود صبحي، كمال الشيخ، علي الزرقاني
- حوار: محمود صبحي، علي الزرقاني
- إنتاج: مديحة يسري
- توزيع: شركة النيل للسينما
- مونتاج: أميرة فايد
- مدير التصوير: وديد سرى
- تم إعداد الفيلم في ستوديو مصر

## وصلات خارجية
- مقالات تستعمل روابط فنية بلا صلة مع ويكي بيانات